# Винея

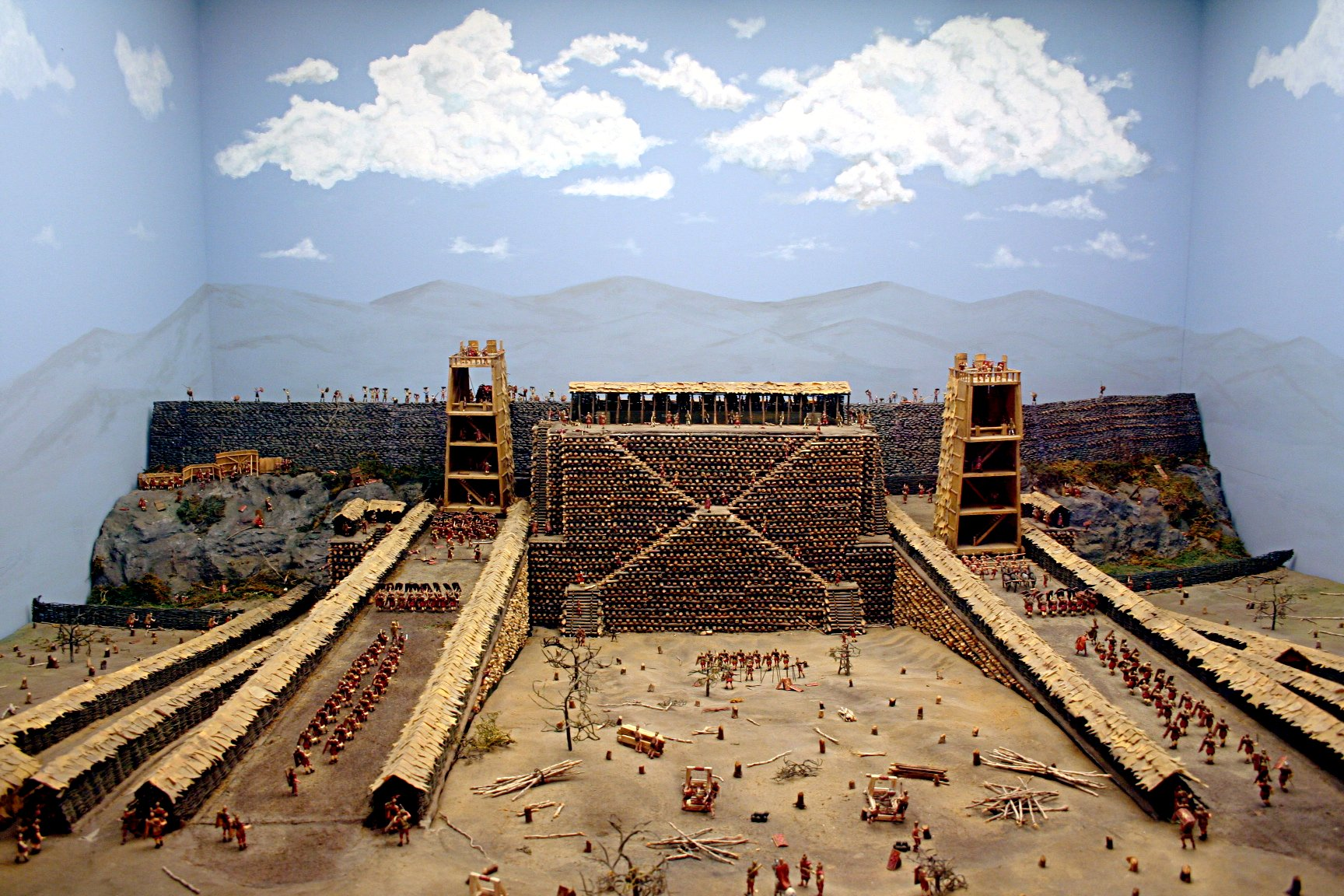
Модель осады Аварика войсками Цезаря. Музей Военной академии США

Вине́я (лат. vineae) — подступной крытый ход, осадная машина древних, служившая для устройства параллелей и подступов. 
Винея (лат. vinea - осадный навес) - приспособление в древне-римской армии для устройства подступов при осаде укреплений.
Винея представляла род остова лёгкого сарая на катках с двускатной или плоской крышей из плетней или дощатой, покрытой сырыми воловьими шкурами или дёрном против навесного поражения и огня. Бока также одевались плетнями и обеспечивались от поражений. Длина достигала 16 футов, высота и ширина — 7 футов. В боковых стенах проделывались двери и бойницы. По мере движения винеи вперед сзади приставлялись другие винеи и устраивался крытый ход — прототип покрытых сап; в голове шла винея больших размеров с наклонным щитом впереди, называемая «мускул», игравшая роль мантелета в туровых сапах и назначенная для помещения тарана.